# Leptaulax schillhammeri
Leptaulax schillhammeri es una especie de coleóptero de la familia Passalidae.

## Distribución geográfica
Habita en Borneo, Sumatra.